# Jules Turgan
Pour les articles homonymes, voir Turgan.
François Julien Turgan (Paris, 7 février 1824 - Tours, 17 février 1887) est un chansonnier, ingénieur, médecin et journaliste français, connu pour ses ouvrages encyclopédiques portant sur l'industrie, les arts et métiers, les techniques de son époque.

## Biographie
Turgan fait ses études au collège royal de Saint-Louis où il se distingue en version latine (1838). Il est en 1842 le parolier d'Émile Bienaimé tout en faisant sa médecine. Interne des hôpitaux de Paris, il se distingue en 1848 par ses actes de dévouement lors des journées de juin puis au moment de l'épidémie de choléra.
Sous la Deuxième République, rédacteur scientifique au journal L'Événement puis au journal Le Bien-être universel, il fonde La Fabrique, la ferme, l'atelier (1851-1853), un journal de vulgarisation scientifique, marqué par l'esprit fouriériste, et auquel contribue le poète Gérard de Nerval. Il rallie la cause de Louis-Napoléon Bonaparte.
Directeur adjoint du Journal officiel (1852-1858), ami de Théophile Gautier, il devient directeur du Moniteur universel en 1852. Il est proche de La Librairie nouvelle, dirigée par le patron de presse Bourdilliat. Celui-ci lance sous sa direction une énorme somme sur Les Grandes Usines, associée à Michel Lévy, souscription internationale qu'il mène durant plus de vingt ans.
Sous la Troisième République, il est membre résidant de la section des sciences du Comité des travaux historiques et scientifiques (1870-1877).
Il est nommé officier de la Légion d'honneur en 1878.

## Distinctions
- Officier de la Légion d'honneur (1878).

## Écrits
- Les Écoliers de Paris, nocturne, musique d'Émile Bienaimé, 1842
- Vole, ma noire gondole, mélodie, musique d'Émile Bienaimé, 1842
- Les Ballons, histoire de la locomotion aérienne depuis son origine jusqu'à nos jours, préface de Gérard de Nerval, 1851
- Orfèvrerie Christofle, 1860
- Les Grandes Usines. Études industrielles en France et à l'étranger, Paris, Michel-Lévy/La Librairie nouvelle, 10 volumes illustrés, 1860-1874 et suiv.
- Études sur l'Exposition universelle, 1867
- L'Artillerie moderne à grande puissance, études et renseignements, 1867
- L'Évolution légale, 1880
- Le Sénégal, sa colonisation par l'enseignement populaire, 1880
- Les Établissements Duval, 1882